# The Dinosaur Project
The Dinosaur Project is een Britse sciencefiction-mockumentary geregisseerd door Sid Bennet. De film is een samenwerking tussen Moonlighting Films, Kent Films, LoveFilm, Anton Capital Entertainment en Dinosaur Productions. Hoofdrollen worden gespeeld door Richard Dillane, Peter Brooke, Matthew Kane, Natasha Loring, Stephen Jennings en Andre Weideman. De film bestaat uit een aaneenschakeling van allerlei fragmenten van een Brits expeditieteam op zoek naar dinosaurussen in Congo.

## Verhaal
De Britse vereniging van Cryptozoölogie gaat op expeditie in Congo op zoek naar Mokele-mbembe wat volgens hen een plesiosaurus is. Het team bestaat uit twee cameramannen, Jonathan als expeditieleider, Liz als medisch assistente, Charlie als sponsor, een piloot en gids Amara. Tijdens de reis naar Congo ontdekt men dat de zoon van Jonathan, Luke, aan boord is als verstekeling.
Boven Congo wordt de helikopter geraakt door vliegende reptielen waardoor deze crasht. De piloot komt hierbij om het leven. De andere inzittenden kunnen vluchten vooraleer de helikopter ontploft. Door de crash is hun enige satelliettelefoon onbruikbaar geworden. Amara stelt voor om naar het dorpje te gaan dat ze zagen toen ze nog in de helikopter zaten. Het dorpje is onbewoond. Luke, een techneut, plaatst overal camera's, dewelke via een signaal in verbinding staan met een draagbare televisie. 's Nachts wordt de groep aangevallen door vliegende reptielen. Zij doden Liz. De rest van de groep vlucht het woud in.
De volgende dag beslist het team om met boten stroomafwaarts te gaan. 's Avonds zijn ze genoodzaakt om aan wal te gaan op een eiland om te overnachten. Daar vinden ze kleine dinosaurussen. Luke wint het vertrouwen van een van de dino's en noemt hem Crypto. Luke geeft hem snoepgoed waarna het diertje op hem niest. De volgende dag zijn de dino's er nog. Luke kan rond de nek van Crypto een kleine camera hangen. Zo komen ze te weten dat de dino's naar hun woonplaats zwemmen waarbij ze twee ondergrondse grotten passeren. Daar valt de camera van Crypto zijn nek.
De volgende dag zet de groep hun boottocht verder. Luke en Charlie zitten in de laatste boot. Zij ontdekken de ondergrondse grot en varen er door. De andere groep draait terug om hen te gaan halen. Eenmaal daar zien ze in het water een plesiosaurus, maar ze worden daarop aangevallen door een pliosaurus. Luke en Charlie kunnen ontsnappen, denkende dat de inzittenden van de andere boot zijn omgekomen. Zij gaan op zoek naar de tweede onderaardse grot. Eenmaal daar ontdekt Charlie dat Luke de telefoon heeft gemaakt. Hij neemt hem af en duwt Luke in de grot in de hoop hem te hebben gedood. Zo kan Charlie wereldberoemd en rijk worden omdat hij als enige het bewijs heeft dat er nog dinosaurussen leven.
Van de inzittenden van de andere boot blijken enkel nog Jonathan, Pete en Amana te leven. Amana wil de expeditie niet verderzetten en gaat met een van de boten weg. Jonathan en Pete gaan op zoek naar Luke en Charlie. Luke ontmoet Crypto die hem verder in het woud neemt. Daar worden ze aangevallen door vleermuisachtige reptielen. Luke wordt gered door Pete en Jonathan. Pete tracht de reptielen te verdrijven met zijn microfoon, maar komt daarbij wellicht om het leven. Pete en Luke zetten hun tocht verder, maar Charlie ontdekt hen. Hij veroorzaakt van op een heuvel een rotslawine waarbij Jonathan in een afgrond valt. Luke zet zijn tocht alleen voort. Hij vindt Crypto opnieuw die hem nogmaals onder snot niest. Daarop komt Charlie die Luke tracht te vermoorden. Dan concludeert Luke dat de niesbui van Crypto bedoeld was om hem te beschermen. Een volwassen exemplaar van Crypto's soort duikt op. Door de geur van het snot aanziet deze Luke als een van hun eigen soort. Daarop eet het dier Charlie op.
Luke rent met Crypto verder de jungle in en stopt aan een grote klif. Daar filmt hij zichzelf en Crypto met de melding dat de telefoon nogmaals stuk is en dat hij de camera zal moeten vernietigen in de hoop met die onderdelen de telefoon te kunnen maken. Daarop richt hij de camera op de vallei waar het wemelt van dinosaurussen. Even later springt hij met een reddingsvest in het water. Het verdere lot van Luke is niet geweten.
Het reddingsvest wordt ongekende tijd later gevonden door mannen in een boot. Zij vinden ook videocassettes met een label "The Dinosaur Project".

## Rolverdeling
| Acteur           | Personage          |
| ---------------- | ------------------ |
| Richard Dillane  | Jonathan Marchant  |
| Peter Brooke     | Charlie Rutherford |
| Matthew Kane     | Luke Marchant      |
| Natasha Loring   | Liz Draper         |
| Stephen Jennings | Dave Moore         |
| Andre Weideman   | Pete Van Aarde     |
| Abena Ayivor     | Amara              |
| Sivu Nobogonza   | Etienne            |